# پالسدرایور
اسلوبودان پتروویچ جی‌آر (به انگلیسی: Slobodan Petrovic Jr.) یک دی‌جی و تهیّه‌کنندهٔ موسیقی رقص الکترونیک یوگسلاو-آلمانی است. او در سال ۲۰۰۰ لیبل آکوآلوپ رکوردز را تأسیس کرد. او بیشتر با نام مستعار پالسدرایور (به انگلیسی: Pulsedriver) شناخته می‌شود.

## حرفه

### اوایل زندگی و حرفه
هنگامی که اسلوبودان ۱۵ سال داشت، شیفتهٔ جنبش جهانی موسیقی دنس شد. او در دههٔ ۱۹۸۰ کار خود را به عنوان یک دی‌جی در کلاب‌ها، مدرسه‌ها، و مهمانی‌های جوانان آغاز کرد. در آغاز دههٔ ۱۹۹۰ او رسماً کار خود را در زمینهٔ تهیّهٔ موسیقی تحت عنوان دی‌جی تیبی آغاز کرد و خیلی زود در کلاب‌های آلمان به یک دی‌جی پرطرفدار تبدیل شد.
تجربیاتی که او در طی این سال‌ها از کار کردن در کلاب‌ها به دست آورده بود، به او کمک کرد تا همان‌طور که همواره تمایل داشت، گونه‌ای متفاوت با موسیقی رقص رایج آن زمان را به مخاطبانش عرضه کند. پیشرفت او از یک دی‌جی معمولی به یک تهیّه‌کنندهٔ موسیقی و درآمدی که از کنسرت‌های کوچک و کار نیمه‌وقت در کلاب‌ها به دست می‌آورد، او را قادر به خرید تجهیزات برای نخستین استودیوی شخصی‌اش کرد. در سال ۱۹۹۴ او نخستین تک‌آهنگ خود به نام «ناحیهٔ سپیده‌دم» را تحت عنوان آکوآلوپ منتشر کرد. این تک‌آهنگ به‌سرعت در کلاب‌های آلمان با استقبال زیاد مردم مواجه شد. تک‌آهنگ‌های بعدی‌ای که تحت همین نام منتشر می‌شدند، و طرح‌های دیگری که دنباله‌روی نخستین اثر او بودند، روزبه‌روز به موفّقیّت او می‌افزودند.
در سال ۱۹۹۷ پروژهٔ پالسدرایور متولّد شد. هدف اسلوبودان ساخت موسیقی‌ای بود که محرّک، تند، شاد، و ملودیک باشد.